# Angola Quiluanje (Luanda)
Angola Quiluanje, também grafado como Ngola Kiluange,  é um bairro angolano que se localiza na província de Luanda, pertencente ao município de Hoji-ya-Henda. Até 2024 foi um distrito urbano do município de Luanda.
Seu nome é uma homenagem ao antigo rei das terras de Matamba no reino do Dongo, chamado Angola Quiluanje Quiassamba.

## Equipamentos
Educação
- Três escolas do ensino primário
- Uma escola do ensino médio